# Ligue des bibliothèques européennes de recherche
Pour les articles homonymes, voir Liber.
La Ligue des bibliothèques européennes de recherche (LIBER) est une fondation européenne de droit néerlandais, fondée en 1971 sous la forme d’une association d'après le Code civil suisse. Elle regroupe des bibliothèques et des institutions de coopération dans le domaine de la documentation. 
Elle est placée sous la protection du Conseil de l'Europe avec lequel elle est en contacts étroits. Au niveau international, elle adhère à l'IFLA. 

## Buts de l'organisation
Les principaux objectifs affichés par LIBER sont la constitution d'un réseau de bibliothèques de recherche. Elle veut défendre la conservation du patrimoine européen et l'accès à la documentation. 
Ses activités vont dans trois directions : 
- Promotion de règles communes en termes de propriété intellectuelle en Europe, notamment dans le domaine des licences. LIBER a participé à la rédaction de la directive EUCD ;
- La numérisation des documents et en particulier des revues scientifiques ;
- Des domaines plus techniques (révision des normes).

## Membres
LIBER a près de 400 membres dans 45 pays, principalement européens mais pas seulement, le réseau LIBER souhaitant s'ouvrir également aux bibliothèques de recherche extra-européennes. Les principaux membres de LIBER sont : 
- des bibliothèques nationales ;
- des universités, au travers de leurs bibliothèques universitaires ;
- des bibliothèques publiques ayant une importante documentation de recherche.
- des associations professionnelles ;
- des organismes tels que l'ABES.

Une adhésion individuelle est toutefois possible.

## Fonctionnement et activités
Originellement abritée par la Bibliothèque cantonale et universitaire de Lausanne puis par la Bibliothèque royale du Danemark, la Ligue a désormais son siège à la Bibliothèque royale des Pays-Bas.
Elle organise chaque été une conférence annuelle importante dans le monde des sciences de l'information et des bibliothèques, en particulier pour tout ce qui touche à l'utilisation des technologies de l'information.
En coopération avec d'autres organisations, la LIBER accompagne des groupes de travail thématiques, par exemple :
- Workshop on Digitisation of Library Material, avec l'EBLIDA ;
- Architecture Group Seminar ;
- Conference on the Manuscripts Librarians Group ;
- Conférence du Groupe des Carthothécaires.

Enfin, la LIBER publie une revue, LIBER Quarterly, la suite de European research libraries cooperation.